# Бруно фон Арнебург
Бруно фон Арнебург (на немски: Bruno von Arneburg; † 30 ноември 978) е граф на Арнебург на Елба и Кверфурт в Саксония-Анхалт.

## Биография
Той е син на граф Бруно I фон Кверфурт и се жени за Фредеруна фон Харцгау († 1015 в замък Цьорбиг), вдовица на граф Вихман фон Енгерн († 21 февруари 944), дъщеря на граф Фолкмар I фон Харцгау († пр. 961).
Бруно създава със съпругата си Фредеруна манастир в Арнебург и го дарява със собствености.
Бруно умира от болест по време на връщането му от поход против крал Лотар от Франция (954 – 986). Бруно оставя на манастира половината от замък Арнебург и принадлежащата към него собственост.

## Деца
Бруно фон Арнебург-Кверфурт и Фредеруна фон Харцгау имат децата:
- Циацо, имперски канцлер в Италия
- Брун II Стари († между 19 октомври 1009 – 1013/1017), граф на Кверфурт-Шрапелау, женен за Ида († 27 май пр. 1009), баща на Брун фон Кверфурт, архиепископ мисионер, и на Гебхард I фон Кверфурт († ок. 1017), който наследява господството Кверфурт и е прадядо на император Лотар III.
- Дитрих I фон Кверфурт († сл. 1023), господар на Кверфурт, канцлер и каплан, вер. женен ок. 975 г. за Герберга фон Щаде (* ок. 950; † ок. 1000)
- Рикберт, граф в Хасегау до 1009
- Матилда фон Арнебург (* 930/940, † 3 декември 991), омъжена за граф Лотар II фон Валбек († 21 януари 964)